# 伊勢可哥鮋
伊勢可哥鮋為輻鰭魚綱鮋形目鮋亞目絨皮鮋科的其中一種，為溫帶海水魚，分布於西北太平洋日本海域，棲息深度8-25公尺，體長可達4.7公分，棲息在珊瑚礁底層水域，生活習性不明。

## 扩展阅读
維基物種上的相關：伊勢可哥鮋